# Barra de menús

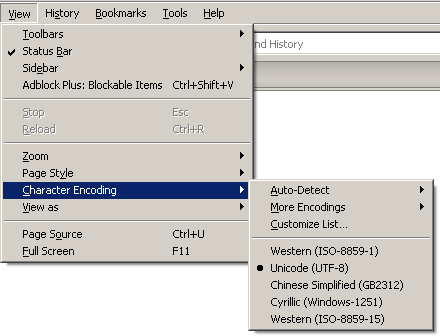
Barra de menús de Mozilla Firefox, que mostra un submenú

Una barra de menús és un element de control gràfic que conté menús desplegables.
L'objectiu de la barra de menús és proporcionar una carcassa comú per a menús específics de finestres o aplicacions que proporcionen accés a funcions com ara obrir fitxers, interactuar amb una aplicació o mostrar documentació o manuals d'ajuda. Les barres de menús solen estar presents a les interfícies gràfiques d'usuari que mostren documents i representacions de fitxers en finestres i sistemes de finestres, però els menús també es poden utilitzar en programes d'interfície de línia d'ordres com editors de text o gestors de fitxers on el menú desplegable s'activa amb una drecera o una tecla de combinació.

## Implementacions
Al llarg de l'evolució de les interfícies d'usuari, la barra de menús s'ha implementat de diferents maneres per a cada tipus d'interfícia d'usuari i per al diferents programes d'aplicació.

### Macintosh
Als sistemes operatius Macintosh, la barra de menús és una "barra" horitzontal ancorada a la part superior de la pantalla. A macOS, el costat esquerre conté el menú Apple, el menú Aplicació (el seu nom coincidirà amb el nom de l'aplicació actual) i els menús de l'aplicació enfocada actualment (per exemple, Fitxer, Edita, Visualitza, Finestra, Ajuda). A la part dreta, conté els extres del menú (per exemple, el rellotge del sistema, el control de volum i el menú de canvi ràpid d'usuari (si està activat) i la icona Spotlight. Tots aquests extres del menú es poden moure horitzontalment fent clic i arrossegant cap a l'esquerra o dreta. Si arrossegueu i deixeu anar una icona verticalment, desapareixerà amb una bufada de fum, igual que les icones del moll. Al Mac OS clàssic (versions 7 a 9), el costat dret conté el menú d'aplicacions, que permet a l'usuari canviar entre aplicacions obertes. A Mac OS 8.5 i posteriors, el menú es pot arrossegar cap avall, cosa que faria que es representés a la pantalla com una paleta flotant.
Només hi ha una barra de menús, de manera que els menús de l'aplicació que es mostren són els de l'aplicació que està enfocada actualment. Per tant, per exemple, si l'aplicació Preferències del sistema està enfocada, els seus menús es troben a la barra de menús i si l'usuari fa clic a l'escriptori que forma part de l'aplicació Finder, la barra de menús mostrarà els menús del Finder.
Els experiments d'Apple en el disseny de GUI per al projecte Lisa van utilitzar inicialment diverses barres de menú ancorades a la part inferior de les finestres, però això es va abandonar ràpidament a favor de la disposició actual, ja que va resultar més lent d'utilitzar (d'acord amb la llei de Fitts ). La idea de menús separats a cada finestra o document es va implementar més tard a Windows i és la representació per defecte a la majoria dels entorns d'escriptori Linux.
Fins i tot abans de l'arribada del Macintosh, la barra de menúsgràfic universal va aparèixer a Apple Lisa el 1983. Ha estat una característica de totes les versions del Mac OS clàssic des que es va llançar el primer Macintosh el 1984, i encara s'utilitza avui en dia a macOS.

### Windows
La barra de menúsa Windows normalment està ancorada a la part superior d'una finestra sota la barra de títol ; per tant, hi pot haver moltes barres de menú a la pantalla alhora. Es pot accedir als menús de la barra de menús mitjançant dreceres que involucren la tecla Alt i la lletra mnemotècnica que apareix subratllada al títol del menú. A més, si premeu Alt o F10 el focus al primer menú de la barra de menús.

### Linux i UNIX

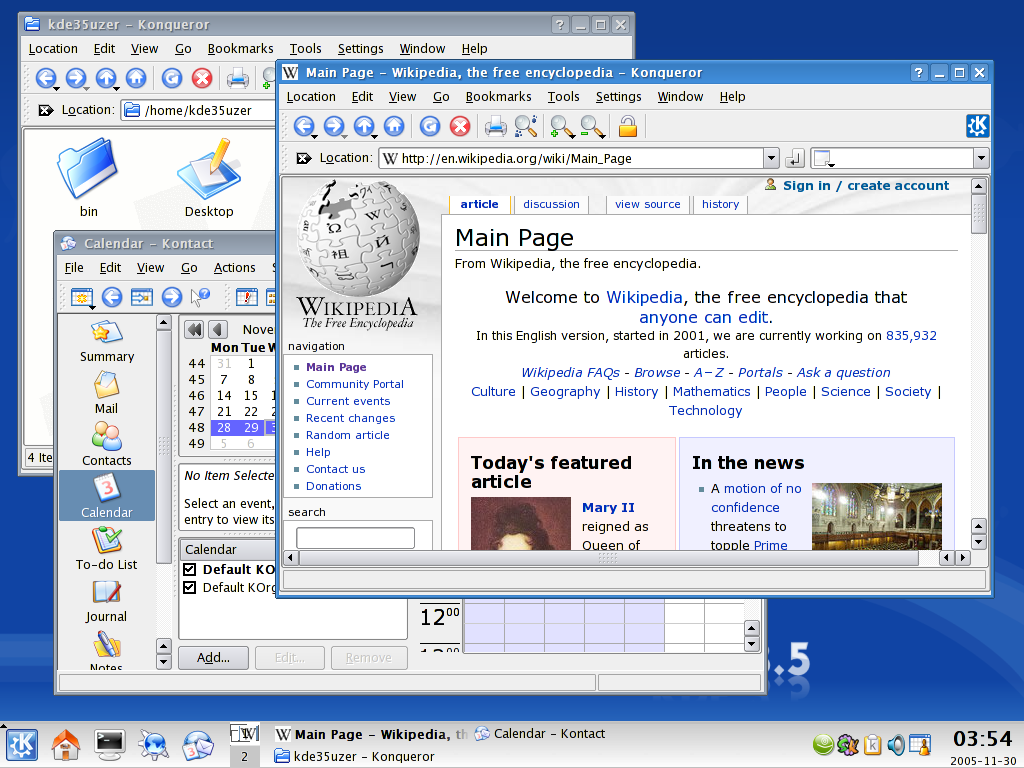
Captura de pantalla de KDE 3.5 que mostra diverses barres de menú

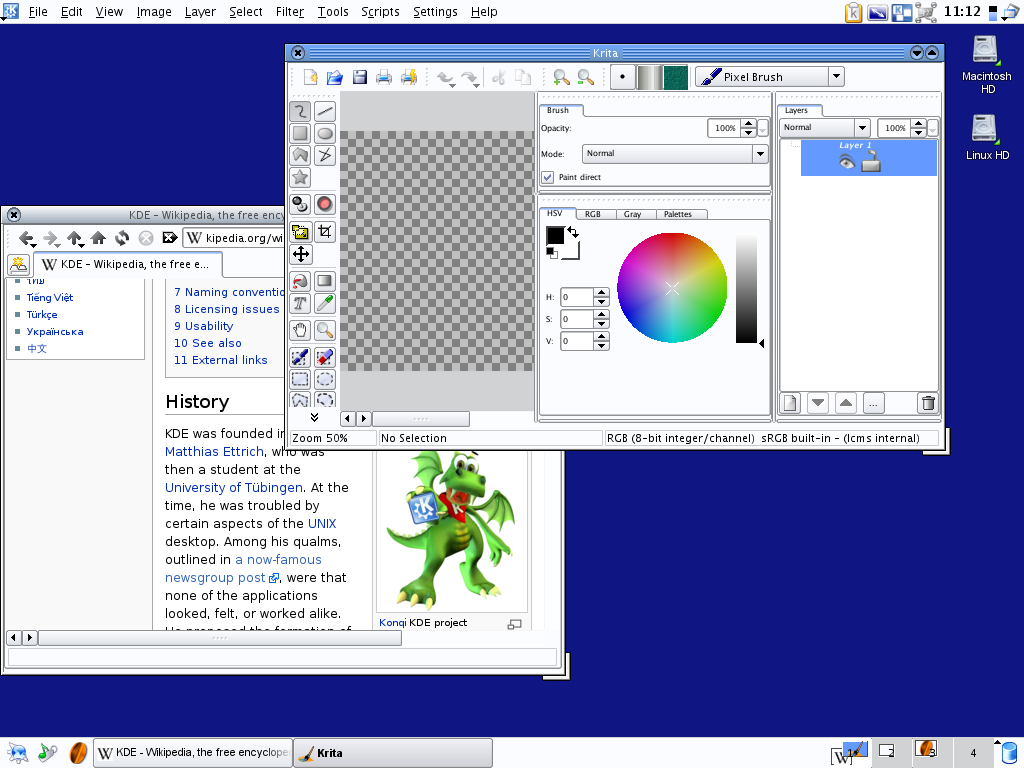
Captura de pantalla del KDE 3.5 configurat amb una única barra de menú

KDE and GNOME allow users to turn Macintosh-style and Windows-style menu bars on and off. KDE can have both types in use at the same time.
L'escriptori estàndard del GNOME utilitza una barra de menúsa la part superior de la pantalla, però aquesta barra de menúsnomés conté els menús d'Aplicacions i Sistema i informació d'estat (com ara l'hora del dia); els programes individuals també tenen les seves pròpies barres de menú. L'intèrpret d'ordres d'escriptori Unity que s'envia amb Ubuntu Linux des de la versió 11.04 fins a la 17.04 utilitza una barra de menúsd'estil Macintosh; tanmateix, s'amaga tret que el punter del ratolí passi per sobre, de manera similar a la interfície Amiga. A partir de la 17.10, s'utilitza per defecte a l'entorn d'escriptori GNOME, utilitzant la seva barra de menús.
Altres gestors de finestres i entorns d'escriptori utilitzen un esquema similar, on els programes tenen els seus propis menús, però fent clic a un o més botons del ratolí a la finestra arrel apareix un menú que conté, per exemple, ordres per iniciar diverses aplicacions o per tancar la sessió.
Els menús del gestor de finestres a Linux normalment es poden configurar editant fitxers de text o utilitzant una miniaplicació del Tauler de control específic de l'entorn d'escriptori.

### Amiga
L' Amiga utilitzava un estil de barra de menús semblant al del Macintosh, amb l'excepció que els xips de gràfics personalitzats de la màquina permetien que cada programa tingués la seva pròpia "pantalla", amb la seva pròpia configuració de resolució i color, que es podia arrossegar cap avall per revelar les pantalles d'altres programes. La barra de títol/menú normalment es trobava a la part superior de la pantalla i es podia accedir prement el botó dret del ratolí, revelant els noms dels diferents menús. Quan no es premeu el botó de menú dret, la barra de menú/títol normalment mostrava el nom del programa propietari de la pantalla i alguna altra informació, com ara la quantitat de memòria utilitzada. Quan s'accedeix als menús amb els botons dret del ratolí premuts, es poden seleccionar diverses entrades de menú fent clic al botó esquerre del ratolí, i quan es deixa anar el botó dret del ratolí, totes les accions seleccionades als menús es realitzaran en l'ordre en què es van seleccionar. Això es coneixia com a multiselecció
La barra de títol de la pantalla del Workbench mostraria normalment la versió del Workbench i la quantitat de Chip RAM i Fast RAM lliures. Una característica inusual del sistema de menús Amiga era que la pantalla del Workbench mostraria un menú "Workbench" en comptes d'un menú "Fitxer" o "Apple", mentre que les aplicacions conformes mostrarien els menús "Projecte" i "Eines" (els projectes i les eines són, respectivament, els termes Amiga per al que en altres sistemes s'anomenen fitxers o documents, i programes o aplicacions ).
Es podia accedir a les dreceres del teclat prement la tecla "Amiga dreta" juntament amb una tecla alfanumèrica normal. (Alguns teclats primerencs tenien una tecla Commodore a l'esquerra de la barra espaiadora en lloc d'una tecla "Amiga esquerra".) Els dissenys emplenats i buits, respectivament, de les tecles Amiga esquerra i dreta (o Commodore i Amiga) són similars a les tecles Apple tancades i obertes dels teclats Apple II posteriors.

### Següent pas
El sistema operatiu NeXTstep per a les màquines NeXT mostraria una " paleta de menús", per defecte a la part superior esquerra de la pantalla. Si feu clic a les entrades de la llista de menús, es mostraran submenús de les ordres del menú. El contingut del menú canvia en funció de si l'usuari està "a" el Gestor de l'espai de treball o una aplicació. Els menús i els submenús es poden arrencar fàcilment i moure's per la pantalla com a finestres de paleta individuals.
Els usuaris avançats sovint desactivaven el menú sempre activat, deixant-lo mostrar a la ubicació del punter del ratolí quan es prem el botó dret del ratolí. GNUstep i les aplicacions conformes fan servir la mateixa implementació, tot i que les aplicacions escrites per al sistema operatiu amfitrió o un altre conjunt d'eines utilitzaran l'esquema de menú adequat per a aquest sistema operatiu o conjunt d'eines.

### Atari TOS
El sistema operatiu TOS per a l'Atari ST mostraria barres de menú a la part superior de la pantalla com Mac OS. En lloc de ser "abatut" mantenint premut el botó del ratolí, el menú apareixeria tan bon punt el punter estigués per sobre del seu títol. Això es va fer per evitar una patent d'Apple als menús desplegables.

### RISC OS
En el RISC OS, fent clic al botó central es mostra una llista de menús a la ubicació del punter del ratolí. La implementació del sistema operatiu RISC dels menús és similar als menús contextuals d'altres sistemes, excepte que els menús no es tancaran si s'utilitza el botó dret del ratolí per seleccionar una entrada de menú. Això permet a l'usuari implementar o provar diversos paràmetres abans de tancar el menú.

## Facilitat d'ús
Tant en els sistemes operatius Windows com en els Macintosh, en altres entorns d'escriptori similars i en algunes aplicacions, les funcions habituals tenen assignades dreceres de teclat (per exemple, Control -C o Command -C copien la selecció actual).
Les barres d'estil Microsoft es troben físicament a la mateixa finestra que el contingut al qual estan associades. No obstant això, Bruce Tognazzini, antic empleat d'Apple Inc. i professional de la interacció humà-ordinador, afirma que es pot accedir a les barres de menú del Mac OS fins a cinc vegades més ràpid a causa de la llei de Fitts : com que la barra de menúses troba a la vora de la pantalla, efectivament té una alçada infinita: els usuaris de Mac només poden "llençar" els punters del ratolí amb la seguretat que la barra de menúsmai no sortirà per sobre de la pantalla. desaparèixer.
Això suposa, però, que el menú desitjat està actualment habilitat. Si una altra aplicació té "enfocament", el menú pertanyirà a aquesta aplicació, en canvi, requerirà que l'usuari comprove i vegi quin menú està actiu abans de "llançar" el ratolí, i sovint realitzi un pas addicional per enfocar l'aplicació desitjada abans d'utilitzar el menú, que està completament independent de l'aplicació que controla. L'eficàcia d'aquesta tècnica també es redueix en pantalles més grans o amb corbes baixes d'acceleració del ratolí, especialment a causa del temps necessari per tornar a un objectiu a la finestra després d'utilitzar el menú. En sistemes amb diverses pantalles, la barra de menús es pot mostrar en una única pantalla "principal" o en totes les pantalles connectades. El Mac OS clàssic i les versions de macOS anteriors a OS X Mavericks només mostraven una única barra de menúsa la pantalla principal; Mavericks va afegir l'opció de mostrar la barra a totes les pantalles.
Algunes aplicacions, com ara Microsoft Office 2007, Internet Explorer 7 (per defecte) i Google Chrome i Mozilla Firefox 4 a Windows i Linux, han eliminat la barra de menús per complet amagant-la fins que es preme una tecla (normalment la tecla "alt"). Aquestes aplicacions presenten opcions a l'usuari de manera contextual, normalment utilitzant hipervincles per seleccionar accions.